# Filipe Luís
Filipe Luís Kasmirski, mer känd som bara Filipe Luís, född 9 augusti 1985 i Jaraguá do Sul i Brasilien, är en brasiliansk fotbollstränare och tidigare spelare som är tränare för CR Flamengo. Han spelade under sin karriär för Brasiliens landslag. Han har polska och italienska rötter.

## Meriter

### Atletico Madrid
- La Liga: 2013/2014
- UEFA Europa League: 2011/2012, 2017/2018
- Spanska cupen: 2012/2013
- UEFA Super Cup: 2010, 2012, 2018

### Chelsea
- Premier League: 2014/2015
- Engelska ligacupen: 2014/2015